# کوژنه
کوژنه (به لهستانی:  Kurzyny) یک روستا در لهستان است که در گمینا کوبلین-بوژمه واقع شده‌است.